# Гвоздика (пряность)

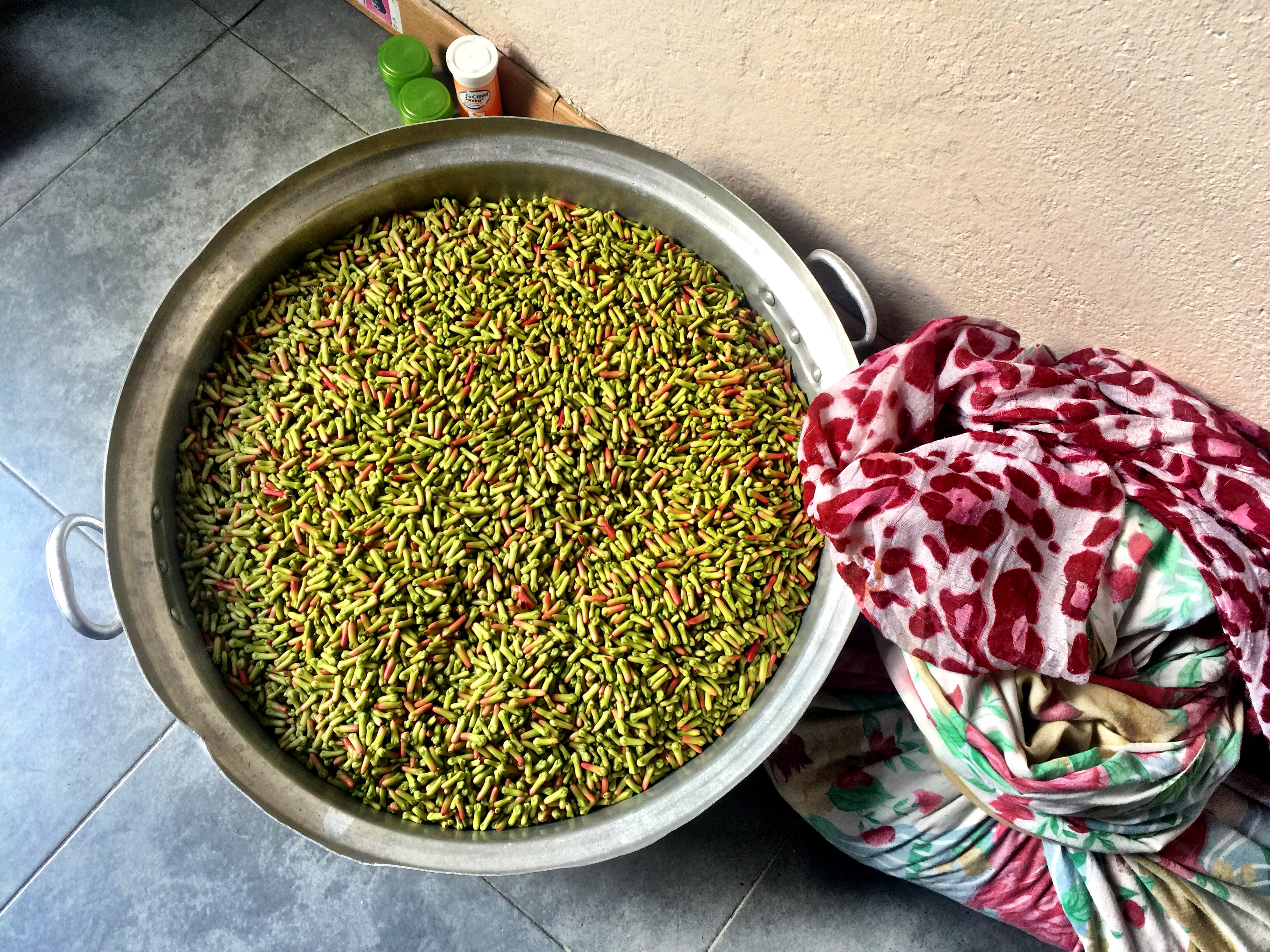
Гвоздика готова к сушке

Гвозди́ка — пряность, представляющая собой высушенные нераскрывшиеся бутоны (цветочные почки) тропического гвоздичного дерева (Syzygium aromaticum) из рода Сизигиум, иногда относимого к роду Евгения, семейства миртовых (Myrtaceae).

## Производство

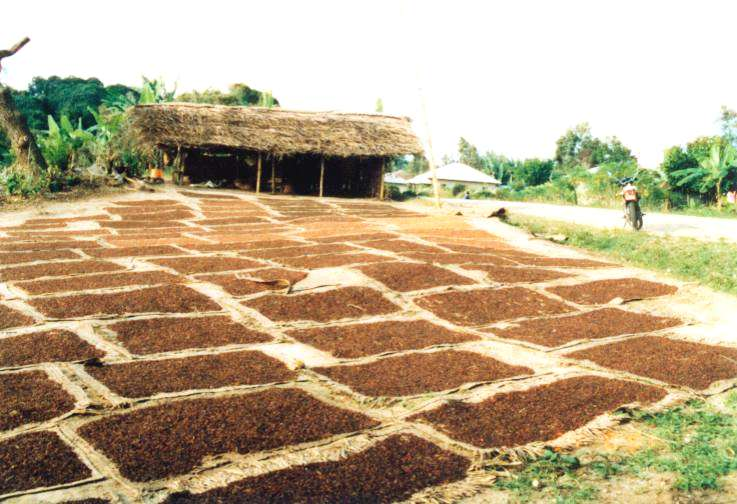
Бутоны в процессе сушки (о. Пемба)

Производство гвоздики не так сложно, как, например, ванили. Цветёт гвоздичное дерево два раза в год и даёт при этом обильные урожаи. Ферментация собранных бутонов тоже не представляет трудности. Происходит она на солнце и продолжается до появления у гвоздики специфического треска при перемалывании.
Из-за относительно небольших затрат на производство цена пряности низка.
Главные производители этой пряности в настоящее время — Индия, Шри-Ланка, Молуккские острова, а также острова Карибского моря и острова Пемба, Занзибар и Мадагаскар.

## Свойства
Гвоздика обладает жгучим вкусом и своеобразным сильным ароматом. При этом жгучесть и аромат сконцентрированы в разных местах бутона: наиболее тонкий аромат дает шляпка, а жгучая часть расположена в черешке. Черешок у гвоздики после ферментации должен стать эластичным и оставлять маслянистый след от эфирного масла на бумаге при нажиме.
Молотая гвоздика сравнительно быстро теряет свои потребительские качества и мало приемлема для употребления.
Для определения качества гвоздики её достаточно с силой бросить в воду. Пряность должна тонуть, в крайнем случае, плавать вертикально, шляпкой вверх. Если же она плавает горизонтально, то это признак низкого качества (так как тяжёлое эфирное масло почти улетучилось).

## Применение
Эта пряность широко используется во всём мире, в Европе и Азии. Кроме того, её используют в сигаретах кретек в Индонезии.

### Кулинария
Главным образом в кулинарии гвоздика применяется для приготовления маринадов (грибных, фруктово-ягодных, мясных, овощных, реже — рыбных). Смеси пряностей, в которые входит гвоздика, используются в кондитерском, рыбоконсервном и колбасном производствах.
Для приготовления сладких блюд (компотов, пудингов, кондитерских изделий) используется гвоздика или самостоятельно или в смеси с корицей. Лучше использовать головки (шляпки) гвоздики.
В смеси с чёрным перцем гвоздика применяется при приготовлении тушёного мяса, баранины, свиных и мясных жирных фаршей, мясных крепких бульонов, а также соусов, подаваемых к домашней птице (курице, индейке). В этом случае для усиления жгучего качества пряности можно использовать только черешки.
Время закладки гвоздики в различные блюда различается:
- в маринады — в процессе их приготовления вместе с другими компонентами;
- бульоны, супы, компоты — за 3—5 минут до готовности.

Свой вкус и аромат гвоздика передает одинаково хорошо как горячим, так и холодным блюдам, но если вкус остаётся почти неизменным, то аромат при повышенной температуре быстро улетучивается. Поэтому для определения момента введения гвоздики в блюдо необходимо следовать простому правилу: чем более тонкий аромат необходимо получить, тем позже необходимо закладывать гвоздику. Там же, где закладка должна быть осуществлена до тепловой обработки, необходимо быть осторожным в дозировке, особенно в кондитерских изделиях. Противопоказана закладка гвоздики в блюда с длительной тепловой обработкой и ранней закладкой пряности, например, в плов.

#### Нормы закладки гвоздики
- маринады грибные — 1—2 грамма на 10 кг грибов;
- маринады фруктово-ягодные — 3—4 грамма на 10 литров заливки;
- тесто — 4—5 почек на 1 кг вложенных продуктов при наличии других пряностей; количество гвоздики по отношению к остальным пряностям в этом случае будет составлять 1/7 — 1/5;
- творожные пасты — 2—3 молотые почки или 4—5 шляпок на 1 кг творога;
- компоты, супы, бульоны — 1 почку на 400—500 граммов, и во всяком случае не более 3 почек на литр;
- мясо — 2 почки на порцию. Для жарки применяется молотая гвоздика, а для тушения — цельные почки.

При наличии других пряностей долю гвоздики снижают наполовину.
Не следует вводить гвоздики в больших дозах в маринады с содержанием вина, уксуса и других спиртосодержащих жидкостей. Следует помнить, что в спирте горькая составляющая вкуса гвоздики растворяется (экстрагируется) значительно сильнее.
В пищевой промышленности СССР, особенно в консервной, весьма часто гвоздику заменяли отечественной пряностью — колюрией.
Гвоздику используют как сырьё для получения гвоздичного эфирного масла, применяемого в медицине, парфюмерии, в консервном и ликероводочном производстве.

### Благовония
Гвоздика также традиционно применяется в странах Востока как благовоние. Особенно популярна в Китае и Японии.

### Медицина
Гвоздичное эфирное масло является фармакопейным в большинстве развитых стран. Компонент местнораздражающих, обезболивающих, противопростудных мазей и бальзамов. Наиболее широко оно применяется в стоматологии, особенно как компонент для временных пломб. Нередко используется в ароматерапии, а также как средство для отпугивания насекомых.

## Парфюмерия
Гвоздика — важный компонент композиций ориентального (восточного) типа.

## Химический состав пряности
В бутонах гвоздики содержится эфирное (гвоздичное) масло — до 20 %, а также гликозиды, кариофиллен, олеаноловая кислота, слизи, гумулен, жировые и дубильные вещества, витамины А, В1, В2, РР, С, минеральные вещества магний, кальций, натрий, фосфор, железо. В состав эфирного масла входят эвгенол (более 70 %), ацетат эвгенола (до 13 %), кариофиллен (5—12 %) и его оксид, β-мирцен, а- и β-пинены, иланген, γ-селинен, β-элемен, гептанол, бензиловый спирт, ванилин и другие компоненты.